# Valgarður Jörundsson
Valgarður grái Jörundsson (Valgardhur apodado el gris, n. 955) fue un caudillo vikingo de Hof, Rangárvallasýsla en Islandia. Era hijo de Þórlaug Hrafnsdóttir, una hija del lagman Hrafn Ketilsson, y de Jörundur Hrafnsson, hijo de Hrafn heimski Valgarðsson. Su figura histórica en la colonización de la isla aparece en la saga de Njál, y la saga de Egil Skallagrímson. Valgarður se casó con la hija de Mord Sighvatsson, llamada Unn, y de esa relación nacería Mord Valgarsson, un personaje principal en la segunda parte de la saga de Njál.